# هالود ویهارا

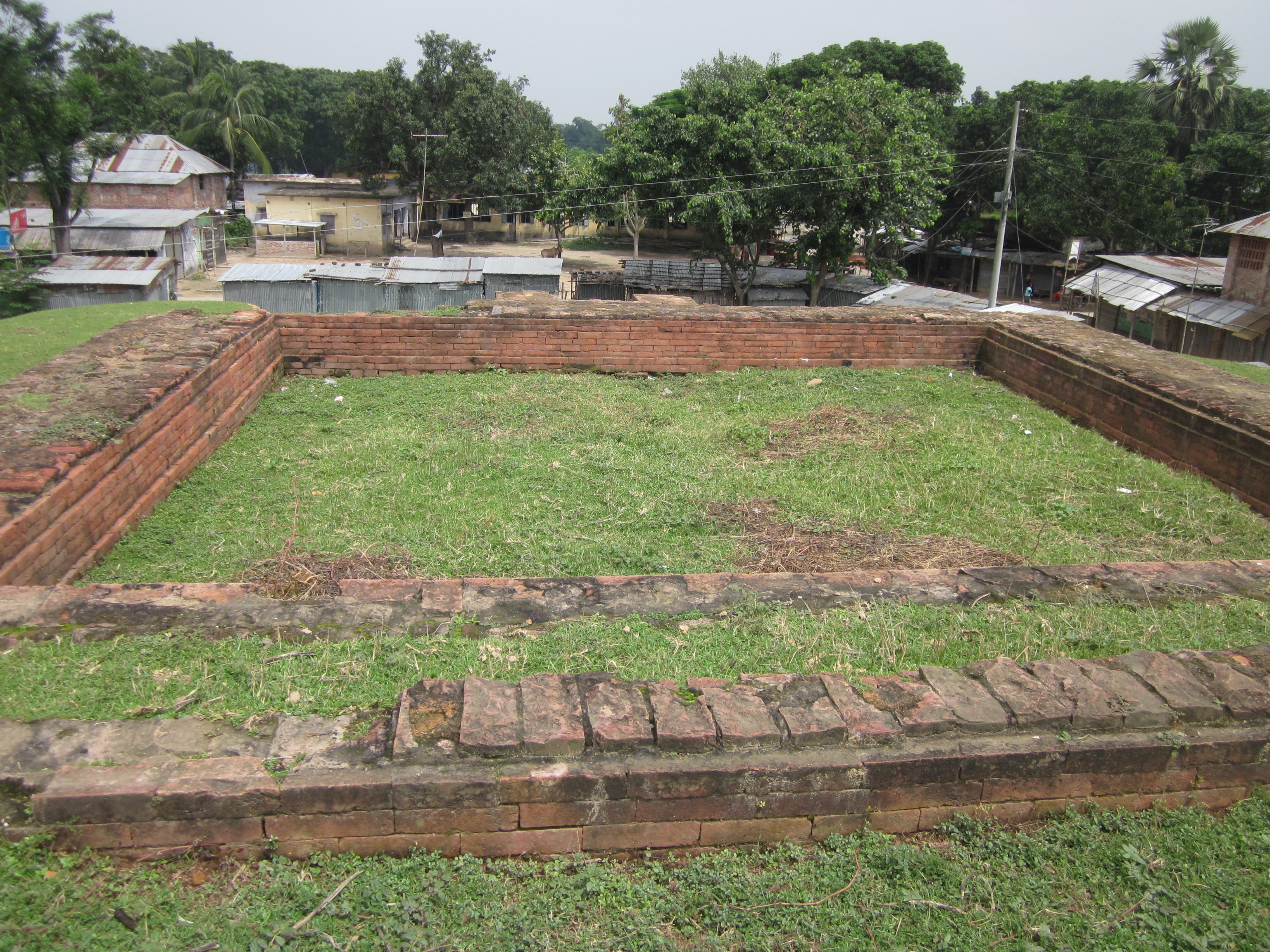
بقایای هالود ویهارا

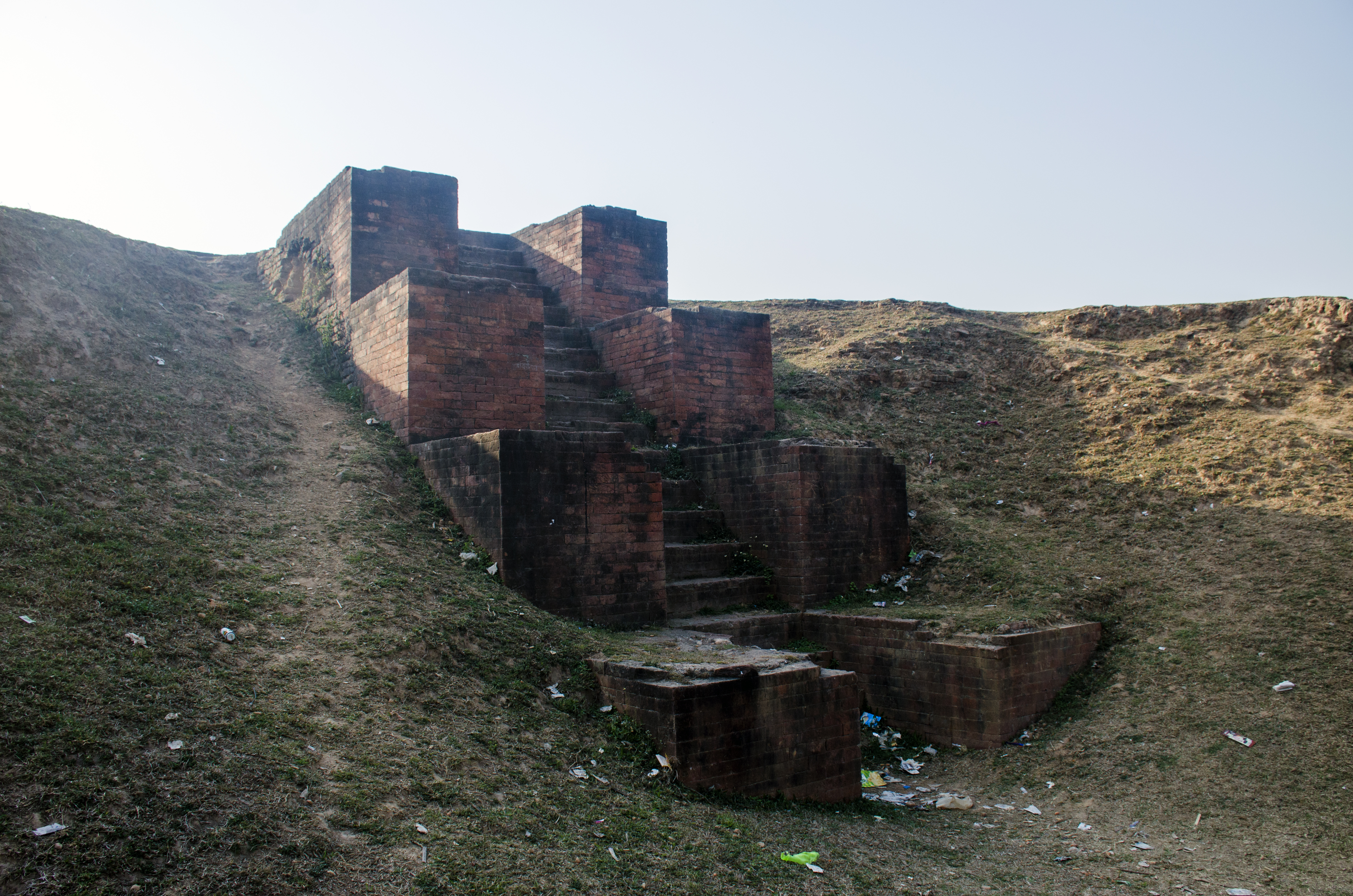
پله‌های هالود ویهارا

هالود ویهارا (بنگالی: হলুদ বিহার) یک سایت باستانی در فاصلهٔ ۱۴٫۵ کیلومتر (۹٫۰ مایل) جنوب سایت میراث جهانی سمپورا ماها-ویهارا، در پاهاپور در ناحیه نائوگان بنگلادش است. ویژگی اصلی سایت هالود «تپه بزرگی به طول ۶۵ متر (۲۱۳ فوت) در جهت شرق - غرب و ۴۰ متر (۱۳۰ فوت) در جهت شمال-جنوب است که ارتفاع آن به ۱۰ متر (۳۳ فوت) می‌رسد.» یک سازه آجری در بالای تپه نمایان شده است که به نظر می‌رسد بقایای یک تالار بزرگ باشد. در دامنه شرقی تپه یک پله حفاری شده است. تپه‌ها و بقایای سازه‌های آجری دیگری نیز وجود دارد. برخی از مجسمه‌ها از محل برداشته شده است، که همچنین به دلیل برداشتن آجر توسط ساکنان محلی برای استفاده مجدد، آسیب زیادی دیده است. این سایت در روستای هالود ویهارا واقع شده است که در زبان محلی به نام دویپگانج نیز شناخته می‌شود. کاوش‌ها نشان می‌دهد که این مکان یک صومعهٔ بودایی اولیه قرون وسطی بوده است و در دوره زمانی مشابهی با سمپور ماها-ویهارا و سیتاکوت ویهارا در نوابگانج اوپازیلا در ناحیه دیناجپور، وجود داشته.
این سایت در ۱۷ فوریه ۱۹۹۹ در رده فرهنگی به فهرست موقت میراث جهانی یونسکو معرفی شد.